# Pionefrose
Pionefrose (do grego pyon, "pus" + nephros, "rins") é uma infecção renal por bactérias ou fungos que produz pus no sistema de filtração de urina, impedindo a passagem da urina e provocando a distensão do rim. Se não é rapidamente tratada pode causar insuficiência renal permanente e sepse.

## Causas

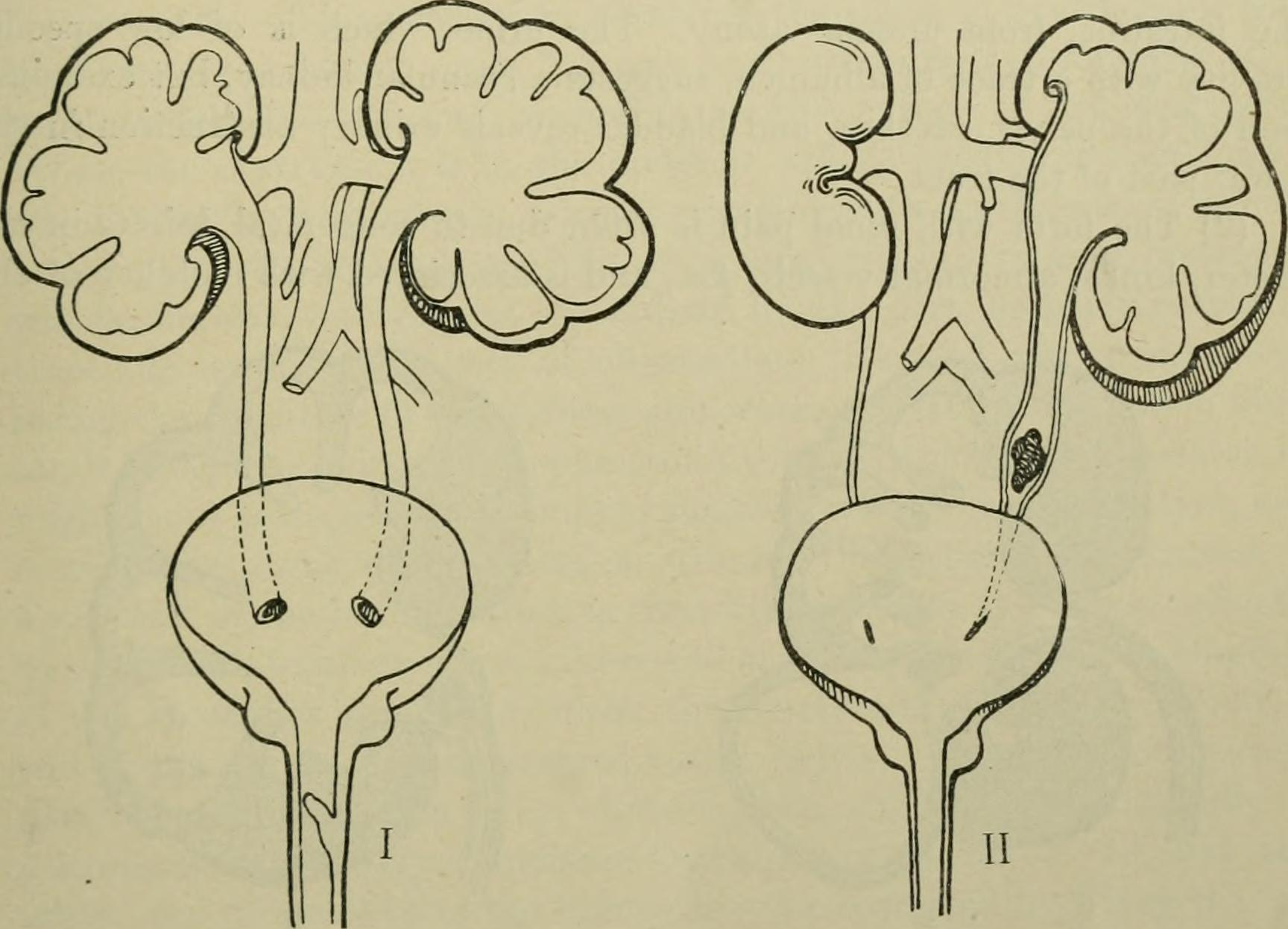
Rim normal (esquerda) e rim obstruído (direita).

Pode ser uma complicação de uma infecção da pélvis (centro) de um rim (pielonefrite), de uma infecção induzida por pedras nos rins (cálculos renais) ou por outro tipo de obstrução dos conductos de urina (hidronefrose), por exemplo por um tumor.
As causas mais frequentes de infecção renal são as bactérias intestinais Escherichia coli, Enterococcus, Enterobacter ou Klebsiella, ou fungos do gênero Candida. Já a causa mais comum de obstrução renal são os cálculos (75%).   

## Sinais e sintomas
Começa sem sintomas, pois o rim tem boa capacidade para dilatar-se. Após alguns dias aparece febre, dor no flanco e inchaço do rim afetado. Em 70% dos casos há pus e bactérias na urina. Se não tratado o rim pode romper e causar peritonite e sepse graves.

## Diagnóstico
Um hemograma completo, exame de ureia e creatinina em sangue, exame de urina com a cultivo das bactérias ou fungos encontrados são indicados na abordagem inicial. Proteína c-reativa maior que 28mg/L indica necessidade de drenagem de urina urgente. Leucocitose e bacteriúria podem estar presentes.

## Tratamento
Atualmente recomenda-se inserir um tubo para nefrostomia percutânea anterógrada para a drenagem de material purulento e depois injetar medicação antifúngica e antibióticos (como gentamicina ou ampicilina) para tratar adequadamente essas infecções. Também é importante regularizar a pressão arterial e o equilíbrio hidroeletrolítico com uma solução intravenosa. Quando a infecção já está muito avançada, há suspeitas de câncer ou o dano renal já é permanente pode ser necessário extrair parte do rim cirurgicamente (nefrotomia). 